# Opisthoxia vitenaria
Opisthoxia vitenaria là một loài bướm đêm trong họ Geometridae.